# Несровнал, Иво
Доктор права Иво Несровнал, магистр права (словацк. Ivo Nesrovnal, 19 мая 1964 года, Братислава, Чехословакия) — словацкий адвокат, политик, депутат муниципального совета Братиславы, депутат представительства Братиславского автономного края. Мэр столицы Словакии, Братиславы с 2014 года до 2018.
Окончил Юридический факультет Братиславского университета имени Коменского в 1986 году и защитил дипломную работу на тему: "Защита прав граждан в порядке гражданского судопроизводства". Позже учился в нескольких зарубежных университетах. В 1990-е годы работал юристом в канцелярии президента Вацлава Гавела в Праге. Прежде, чем заняться политикой, тринадцать лет был одним из директоров филиала известного международного адвокатского бюро Gleiss Lutz Rechtsanwälte (Гляйсс Лутц Рехтсанвельте, представительство в Чехии и Словакии). Является членом Словацкой коллегии адвокатов и Чешской коллегии адвокатов.

## Образование
- 1992 - Университет Джорджа Вашингтона, Национальный Юридический центр, доктор права, Вашингтон, США.
- 1991 - Гамбургский университет, Факультет права, Германия.
- 1991 - Университет имени Робера Шумана, Страсбург, факультет сравнительного правоведения, Франция.
- 1990 - Иешива-университет, Нью-Йорк, школа права Кардозо, Венгрия.
- 1986 - Университет Коменского в Братиславе, юридический факультет

## Карьера
Профессиональную карьеру начал в Словацкой академии наук. Будучи штатным аспирантом, занимался вопросами охраны окружающей среды. Охрана окружающей среды также была темой семинара, который Иво Несровнал вёл на Факультете естественных наук Университета Коменского.
В 1990-е годы работал в канцелярии президента Вацлава Гавела в Праге в качестве юриста (направление - защита прав человека).
Прежде, чем заняться политикой, тринадцать лет (1992 – 2005) был руководителем филиала известной международной адвокатской конторы Gleiss Lutz Rechtsanwälte (представительство в Чешской Республике и Словакии), которая специализируется на международных сделках, слияниях и поглощениях, праве Европейского Союза, защите конкуренции в области экономики, банковском деле, ценных бумагах, недвижимости, проектах по озеленению и интеллектуальной собственности.

## Коммунальная политика
С 2009 года является депутатом муниципального совета Братиславы, депутатом Совета Братиславского автономного края и параллельно заместителем главы Братиславского автономного края.
Иво Несровнал - председатель комиссии по финансовой стратегии и управлению собственностью города Братиславы и председатель Президиума председателей депутатских клубов при городском совете Братиславы.
Иво Несровнал - председатель краевой организации по туризму в рамках Братиславского автономного края.
В коммунальных выборах 2014 года баллотировался как независимый кандидат на пост мэра и получил 50 630 голосов, чем на 10 000 голосов опередил бывшего мэра Милана Фтачника и был избран мэром Братиславы.

## Публикации
- Nesrovnal,I.: (Доклад о Европейском региональном подготовительном заседании для 8-го съезда ООН о профилактике преступности и работе с преступниками. Хельсинки): Správa o Európskej regionálnej prípravnej schôdzi pre 8. kongres OSN o prevencii kriminality a zaobchádzaní s páchateľmi. Helsinki 24.–28. 4. 1989. In: Právny obzor, 1989,72,č.9,s.840 – 841.
- Nesrovnal, Ivo: (Некоторые вопросы охраны окружающей среды средствами уголовного права): Niektoré otázky ochrany životného prostredia prostriedkami trestného práva. Právny obzor, 72, 1989, č. 4, s. 337 – 345.
- Nesrovnal, I.: (Доклад о международной конференции по уголовному праву и охране окружающей среды, Гамбург): Správa o medzinárodnej konferencii o trestnom práve a ochrane životného prostredia, Hamburg, 14. – 17. 9. 1989. In: Právny obzor, 1990, 73, č.1, s. 83 – 84.
- Nesrovnal, Ivo: (Система уголовного права в Финляндии (правосудие): Systém trestného práva vo Fínsku (súdnictvo). Právny obzor, 73, 1990, č. 2, s. 162 – 166.
- Nesrovnal, Ivo: (Общественные отношения заботы об окружающей среде как объекте уголовно-правовой защиты): Spoločenské vzťahy starostlivosti o životné prostredie ako objekt trestnoprávnej ochrany. Právny obzor, 73, 1990, č. 3, s. 226 – 237.
- Nesrovnal, I.: (Рыночная экономика и уголовное право. Сборник докладов симпозиума чешско-словацких и шведских правоведов):  Trhová ekonomika a trestné právo (Market economy and criminal Law). In: Zborník zo sympózia čs. a švédskych právnikov, november 1990, Právnická fakulta Univerzity v Lunde, Švédsko.
- Novellierung des Konkurs-und Vergleichgesetzes, in Wirtschaft und Recht in Osteuropa,C.H.Beck Verlag, 1996
- (Чешский рынок ценных бумаг: 10 лет после Нежной революции): The Czech securities market: 10 years on from the Velvet Revolution, in The International Investment Review, A Euromoney Institutional Investor Publication, 2000*
- Legal Privatisation Issues, in International Privatiasation Review, A Euromoney Institutional Investor Publication 2000
- Doing Business and Understanding Regulation, in Doing Business 2004, The World Bank, 2004

## Внешние ссылки
- Официальный сайт депутата Иво Несровнала Архивная копия от 14 марта 2015 на Wayback Machine
- Блог Иво Несровнала Архивная копия от 10 сентября 2016 на Wayback Machine
- Иво Несровнал на портале osobnosti.sk Архивная копия от 16 марта 2015 на Wayback Machine